# Línguas da França

Mapa da distribuição das línguas da França

Esta lista de línguas regionais da França foi estabelecida principalmente com base no relatório de abril de 1999 do Professor Bernard Cerquiglini, preparado em vista de uma ratificação eventual da Carta europeia de línguas regionais ou minoritárias. Ela contém não somente as línguas regionais da França metropolitana e dos DOM-TOM (departamentos e territórios ultramarinos), como também os dialetos franceses de línguas estrangeiras (alemão, árabe, etc). Os dialetos do francês não são considerados como línguas regionais. As razões dessa escolha são explicadas no relatório do Professor, acessível no sítio do Ministério da Cultura francês Relatório Cerquiglini. 
Na atual proposta de reforma constitucional, tido como um avanço na postura centralizadora do governo francês, até então o texto constitucional dizia: «A França é uma república indivisível, laica, democrática e social, que assegura a igualdade perante a lei para todos os cidadãos, independentemente da sua origem, raça ou religião. Ela respeita todas as religiões. A organização está descentralizada». Todavia, a França ainda não ratificou a Carta Europeia das Línguas Regionais ou Minoritárias do Conselho da Europa, que impõe medidas destinadas a promover a utilização das "línguas regionais ou minoritárias" na vida pública.

## Lista de línguas

### Língua Nacional
- Línguas Românicas
  - francês

### Línguas Regionais da França Metropolitana
- Línguas Celtas
  - bretão - Bretanha ocidental, focos dispersos na Bretanha oriental

- Línguas Germânicas
  - dialetos germânicos da Alsácia e de Mosela
    - alemão frâncico moselano
    - alemão frâncico loreno
    - alemão alemânico - Nordeste francês, Alsácia

  - neerlandês flamengo - Westhoek (extremo nordeste da França, próximo à fronteira belga)
  - luxemburguês - ao longo da fronteira alemã e luxemburguesa no Departamento de Moselle

- Línguas Românicas
  - Galo-românicas
    - franco-provençal (arpitano) - Saboia, Friburgo, Valais, no sul da França, próximo às fronteiras com Suíça e Itália
    - catalão - sul da França, região de Roussillon
    - occitano (langue d'oc)
      - gascão - região de Béarn no sul da Gasconha
        - bearnês
        - aranês ou gascão pirenaico
        - ariegês
        - landês
        - gascão setentrional

      - languedociano - Província de Languedoc
      - provençal - sudoeste da França, na província de Provença; sul de Dauphiné; região de Nimes em Languedoc
        - marítimo
        - interiorano
        - rodaniano
        - dromoês
        - niçardo
        - transalpino
        - judeu-provençal - Departamento de Vaucluse, no sul da França; cidade de Avinhão

      - auvernês - Auvérnia
      - limosino - Limosino
      - provençal-alpino (vivaro-alpino, gavot)

    - línguas de oïl (Há alguma discussão sobre se devem ser consideradas como dialetos de um único idioma [francês] ou línguas separadas)
      - francês (dialeto parisino)
        - judeu-francês ou zarfático

      - valão
      - picardo - Picardia; Nord-Pas-de-Calais
      - normando
      - poitevino-saintongês
      - loreno
      - borbonês
      - berrichon
      - champanhês
      - franco-condês
      - borgonhês

  - Galo-Itálicas
    - lígure - Bonifácio, Calvi na Córsega; entre a fronteira italiana e Mônaco

  - Italo-dálmatas
    - corso - Córsega

- Língua Isolada
  - basco - Regiões de Bayonne, Labourd e Basse-Navarre
    - souletino - Bayonne, Soule, Pyrénées-Atlantiques

### Línguas Regionais dos Departamentos Ultramarinos
- Criolos com base léxica francesa
  - martiniquês
  - guadalupe
  - guianês
  - reunionês

- criolos com base léxica anglo-portuguesa da Guiana Francesa
  - saramaca
  - aluku
  - njuka
  - paramaca

- Línguas ameríndias da Guiana Francesa
  - Línguas Arauacanas
    - palikur
    - arawak ou lokono

  - Línguas do tronco tupi
    - wayampi
    - emerillon

  - Línguas Caribes
    - Galibi
    - uaiano

- Línguas Austronésias
  - Línguas da Nova Caledônia.
    - nyelâyu
    - kumak
    - caac
    - yuaga
    - jawe
    - nemi
    - fwâi
    - pije
    - pwaamei
    - pwapwâ
    - Dialetos da região de Voh-Koné (Grande Terre)
    - cèmuhî
    - paicî
    - ajië
    - arhâ
    - arhô
    - ôrôwe
    - neku
    - sîchë
    - tîrî
    - xârâcùù
    - xârâgùrè
    - drubéa
    - numèè
    - nengone
    - drehu
    - iaai
    - fagauvea

  - taitiano
  - marquesano
  - tuamotuano
  - magareviano
  - língua de Ruturu (Ilhas Austrais)
  - língua de Ra'ivavae (Ilhas Austrais)
  - língua de Rapa (Ilhas Austrais)
  - wallisiano
  - futuniano
  - shibushi

- Línguas Bantas
  - shimaoré

### Línguas de Imigrantes
- Línguas Românicas
  - português
  - espanhol
  - italiano

- Línguas Germânicas
  - alemão
  - neerlandês
  - inglês
  - iídiche

- Línguas Eslavas
  - polaco
  - russo

- Línguas Helênicas
  - grego - Cargèse, na Córsega

- Línguas Indo-Arianas
  - romani
    - balcânico
    - cigano
    - vlax

  - curdo

- Língua Arménia
  - armênio ocidental

- Línguas Semitas
  - árabe magrebino
  - hebraico

- Línguas Berberes
  - Tamazigue do Atlas Central
  - Rifenho
  - Cabila

- Línguas Turquicas
  - turco

- Línguas Austroasiáticas
  - vietnamita

- Línguas Hmong-Mien
  - hmong

### Língua Mista
- Caló - sul da França (combina o léxico do romani com a gramática das línguas românicas)

### Línguas Artificiais
- esperanto
- interlíngua

### Línguas de Sinais
A Língua Francesa de Sinais é considerada uma língua da França.
Obs.: a distinção entre dialeto e língua é bastante arbitrária. Esta distinção pode ser fundamentada em particularidades históricas, em uma normatização intensa, um consenso na utilização da mesma variante entre várias possíveis, etc. Na realidade, nomear um idioma como dialeto ou língua, deve-se mais a visões políticas, históricas ou culturais, que propriamente linguísticas.